# Cândido José Coelho
Cândido José Coelho (Ilha Graciosa, Açores, Portugal, 9 de Agosto de 1799 — Ilha Graciosa, Açores, Portugal, 29 de Maio de 1863) foi um político português.

## Biografia
Exerceu por muitos anos o cargo de administrador do concelho de Santa Cruz da Graciosa. Foi pai do conhecido escritor, e professor das línguas francesa e inglesa no liceu de Ponta Delgada, ilha de São Miguel, João Hermeto Coelho de Amarante.

## Relações familiares
Foi filho de Frutuoso José Coelho e de D. Francisca Leocádia.